# Рафаел Калдейра
Рафаел Калдейра Пирес, или само Рафаел Калдейра (на португалски: Rafael Caldeira), е бразилски футболист, роден на 11 февруари 1991 г. в Монте Алто. Играе за „Сантош“, като централен защитник.

## Клубна кариера

### Марилия АС
Рафаел Калдейра започва кариерата си в „Марилия“, където е от 2005 до 2009 г. В началото на 2009 г. става професионален играч. След участието си за младежкия турнир „Сао Паолу“, защитникът е включен в първия състав на клуба, който участва в Кампеонато Паулиста. Не след дълго е трансфериран в „Сантош“.